# لاسلو بولونی
لاسلو بولونی (مجاری: László Bölöni؛ زادهٔ ۱۱ مارس ۱۹۵۳) بازیکن سابق و مربی فوتبال اهل رومانی است.
از باشگاه‌هایی که در آن بازی کرده‌است می‌توان به استوا بخارست اشاره کرد.
او همچنین در تیم ملی فوتبال رومانی بازی کرده‌است.